# Kościół św. Teresy od Dzieciątka Jezus w Grębocinie
Kościół św. Teresy od Dzieciątka Jezus w Grębocinie – kościół rzymskokatolicki w jurysdykcji parafii św. Teresy od Dzieciątka Jezus w Grębocinie, położony przy ul. ks. Jana Pronobisa. Został zbudowany w latach 1932–1934 z inicjatywy ks. Jana Pronobisa. Pierwsze nabożeństwa odbywały się jeszcze podczas budowy kościoła, co najmniej od 25 grudnia 1932 roku. Jesienią 1932 roku ks. Pronobis kupił trzy dzwony, których użyto podczas Pasterki w tym samym roku. 30 października 1935 roku biskup Stanisław Okoniewski konsekrował kościół. W 1959 roku w przedsionku świątyni umieszczono tablicę upamiętniającą ks. Pronobisa, zamordowanego w październiku 1939 roku przez Niemców w Barbarce. Kościół figuruje w Wykazie zabytków nieruchomych niewpisanych do rejestru zabytków ujętych w wojewódzkiej ewidencji zabytków.